# Kantonspolizei Aargau
Die Kantonspolizei Aargau ist die Strafverfolgungsbehörde des Schweizer Kantons Aargau. Sie ist zuständig für die Aufrechterhaltung von öffentlicher Sicherheit und Ordnung im Kanton und erfüllt eine Vielzahl von polizeilichen Aufgaben, darunter Verkehrskontrollen, Kriminalitätsbekämpfung, Gefahrenabwehr und Unterstützung anderer Behörden.

## Geschichte

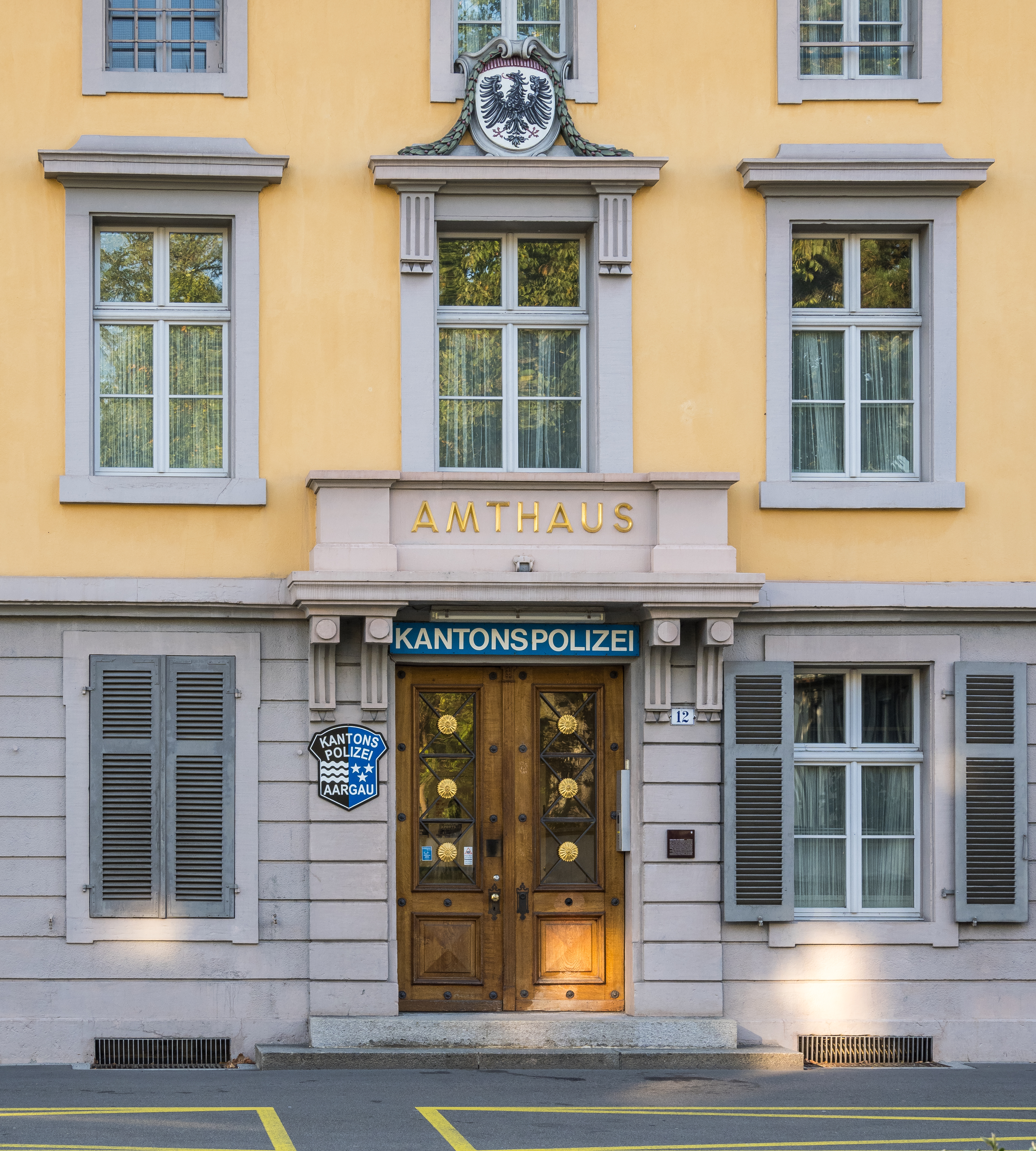
Kantonspolizei im Amthaus Aarau

Die Geschichte der Kantonspolizei Aargau reicht zurück bis ins 19. Jahrhundert. Die Polizeiorganisation des Kantons hat im Laufe der Jahre zahlreiche Veränderungen durchlaufen, um den sich wandelnden Anforderungen und Herausforderungen gerecht zu werden. Die Kantonspolizei Aargau entwickelte sich von einer kleinen und lokalen Polizeieinheit zu einer modernen, gut ausgestatteten und professionellen Strafverfolgungsbehörde.

## Aufgaben und Zuständigkeiten
Die Kantonspolizei Aargau ist für die Sicherheit der Bürgerinnen und Bürger im Kanton verantwortlich. Dazu gehören die Verhütung und Bekämpfung von Straftaten, die Aufrechterhaltung der öffentlichen Ordnung, die Verkehrssicherheit sowie die Unterstützung anderer Behörden und Organisationen in Notfällen und Krisensituationen. Die Kantonspolizei Aargau arbeitet eng mit den lokalen Polizeistellen, aber auch mit nationalen und internationalen Sicherheitsbehörden zusammen.

## Organisation

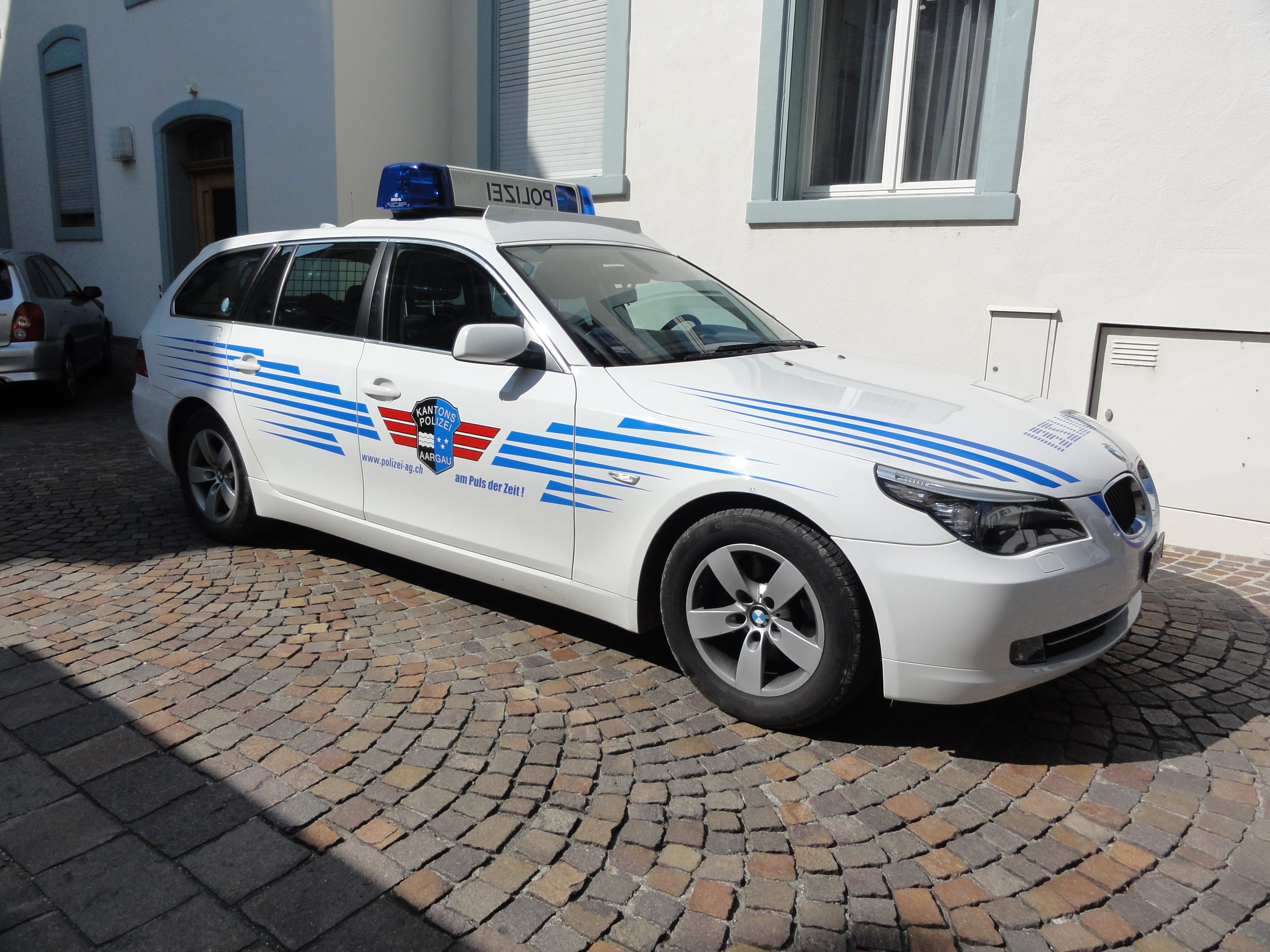
Fahrzeug der Kantonspolizei Aargau

Die Kantonspolizei Aargau ist in verschiedene Abteilungen und Dienste unterteilt, um die vielfältigen Aufgaben effizient bewältigen zu können. Dazu gehören die Kriminalpolizei, die Verkehrspolizei, die Bereitschaftspolizei, die Diensthundestaffel, die Ermittlungsabteilung und weitere Spezialdienste. Die Behörde wird von einem Kommandanten oder einer Kommandantin geleitet, der bzw. die die strategische Ausrichtung der Polizei festlegt und die operativen Entscheidungen trifft.

## Ausbildung und Qualifikation
Die Mitglieder der Kantonspolizei Aargau durchlaufen eine gründliche Ausbildung, um die erforderlichen Fähigkeiten und Kenntnisse für ihren Beruf zu erwerben. Die Ausbildung umfasst rechtliche Aspekte, polizeiliche Taktiken, Kommunikation, Erste Hilfe und vieles mehr. Die Polizisten und Polizistinnen müssen auch regelmässige Weiterbildungen absolvieren, um auf dem neuesten Stand der Entwicklungen in ihrem Bereich zu bleiben.

## Öffentlichkeitsarbeit
Die Kantonspolizei Aargau pflegt eine aktive Beziehung zur Öffentlichkeit und informiert die Bürgerinnen und Bürger über Themen wie Verkehrssicherheit, Prävention von Straftaten und Verhalten in Notfällen. Sie nutzt dabei moderne Kommunikationsmittel wie soziale Medien, um die Bevölkerung zu erreichen und zu sensibilisieren.
Die Kantonspolizei Aargau spielt eine wesentliche Rolle im Sicherheitsgefüge des Kantons und trägt dazu bei, die Lebensqualität und das Wohlbefinden der Menschen im Aargau zu schützen.